# پونیکو (گولوباتس)
پونیکو (به صربی: Ponikve) یک منطقهٔ مسکونی در صربستان است که در گولوباک واقع شده‌است. پونیکو ۹۷ نفر جمعیت دارد.